# جيمس إرفين (كاتب)
جيمس إرفين (بالإنجليزية: James Erwin)‏ هو كاتب خيال علمي وكاتب أمريكي، ولد في 1974 في سيدار رابيدز في الولايات المتحدة.

## وصلات خارجية
- الموقع الرسمي
- جيمس إرفين على موقع IMDb (الإنجليزية)